# Colocasia
Colocasia là một chi thực vật có hoa trong họ Ráy Chi này có khoảng 25 loài hoặc hơn gồm các loài bản địa của vùng Polynesia nhiệt đới và đông nam châu Á.

## Loài
Chi này gồm các loài sau:
| - Colocasia affinis Schott (syn. C. marshallii) - Colocasia bicolor C.L.Long & L.M.Cao - Colocasia esculenta (L.) Schott (syn. C. antiquorum) – khoai môn - Colocasia fallax Schott - Colocasia fontanesii Schott - Colocasia formosan Hayata - Colocasia gaoligongensis H.Li & C.L.Long - Colocasia gigantea (Blume) Hook.f. – Giant Taro - Colocasia gongii C.L.Long & H.Li - Colocasia gracilis Engl. - Colocasia heterochroma H.Li & Z.X.Wei - Colocasia humilis Hassk. - Colocasia konishii Hayata | - Colocasia latifolia Rojas - Colocasia lihengiae C.L.Long & K.M.Liu - Colocasia macrorrhiza (L.) Schott - Colocasia mannii Hook.f. - Colocasia marchalii Engl. - Colocasia menglaensis J.T.Yin, H.Li & Z.F.Xu - Colocasia neocaledonica L.Van Houtte - Colocasia obtusiloba Kunth - Colocasia oresbia A.Hay - Colocasia rapiformis Kunth - Colocasia tibetensis J.T.Yin - Colocasia yunnanensisC.L.Long & X.Z.Cai Danh sách nguồn tham khảo: |

### Các loài trước đây thuộc chi này
- Schismatoglottis calyptrata (Roxb.) Zoll. & Moritzi (as C. neoguineensis Linden ex André)
- Alocasia macrorrhizos (L.) G.Don (as C. indica (Lour.) Kunth)[7]

## Hình ảnh

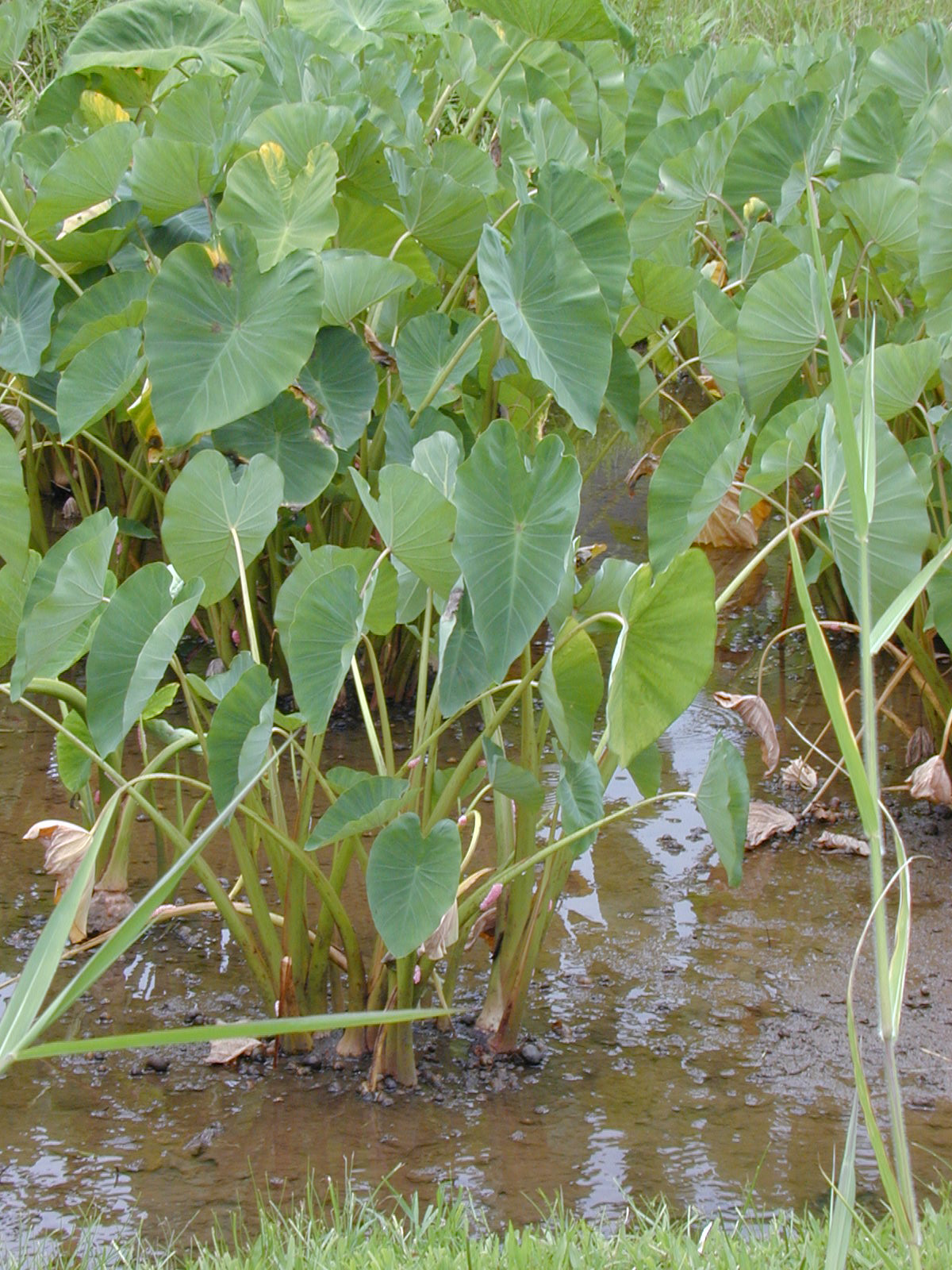
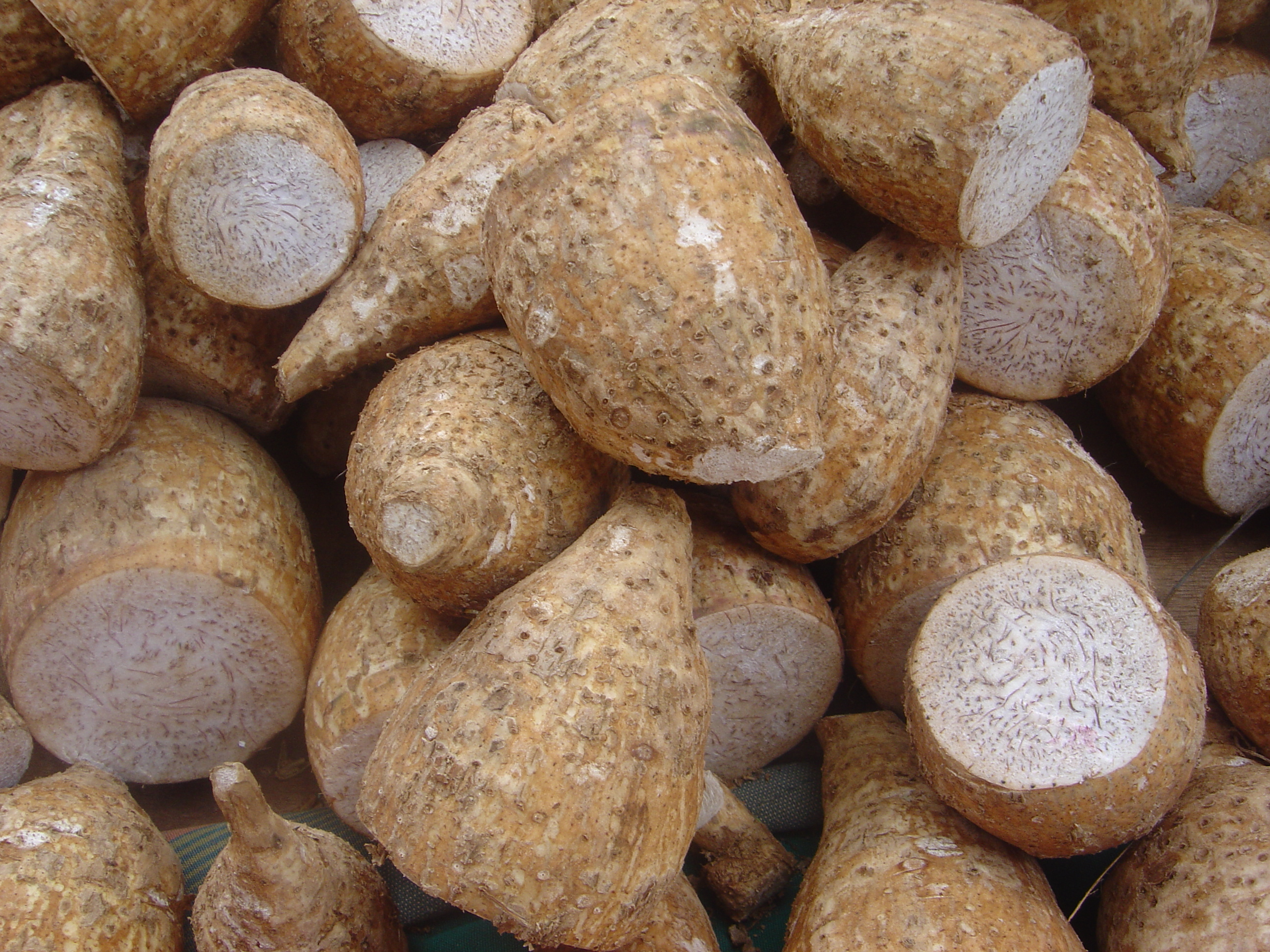
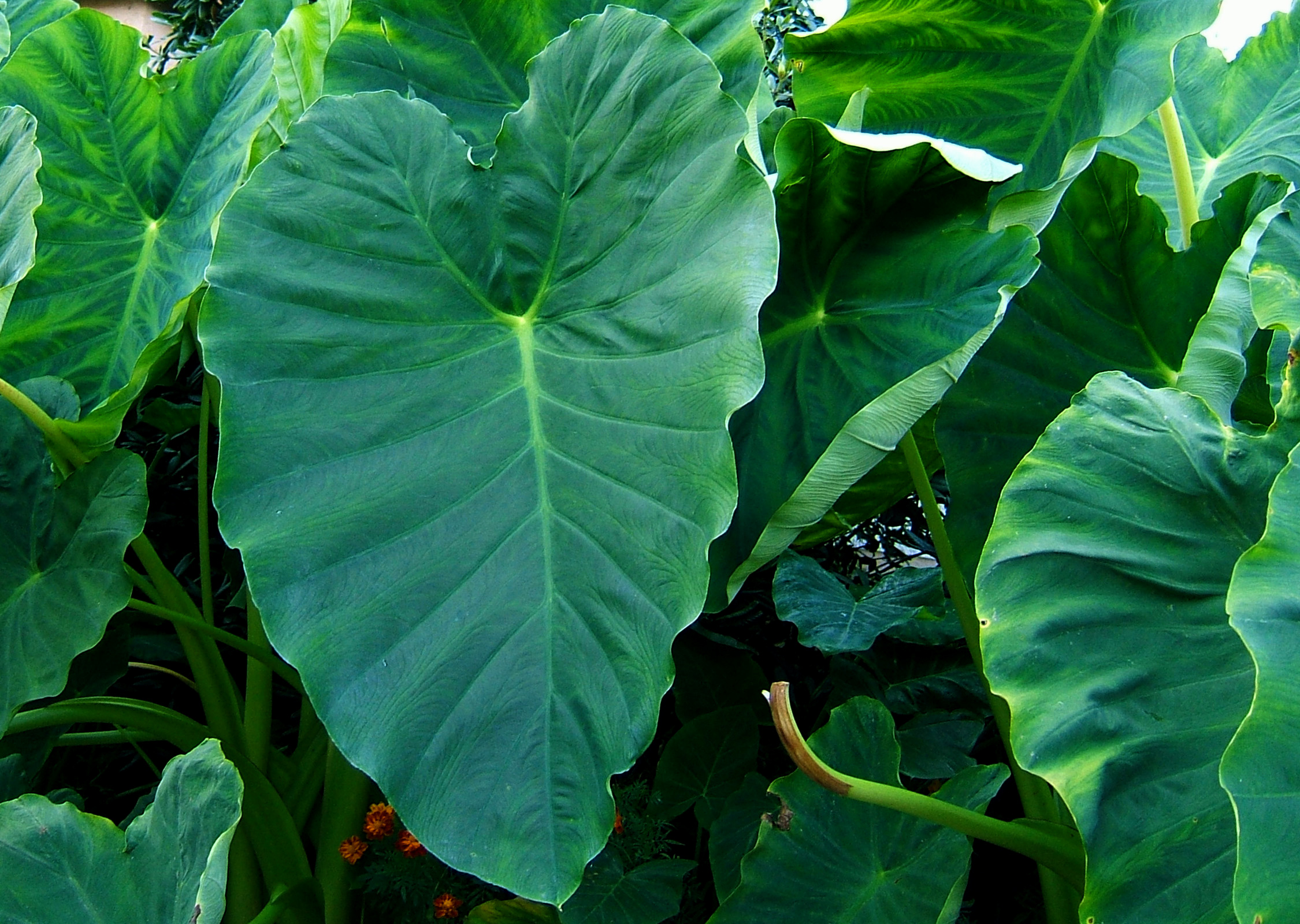
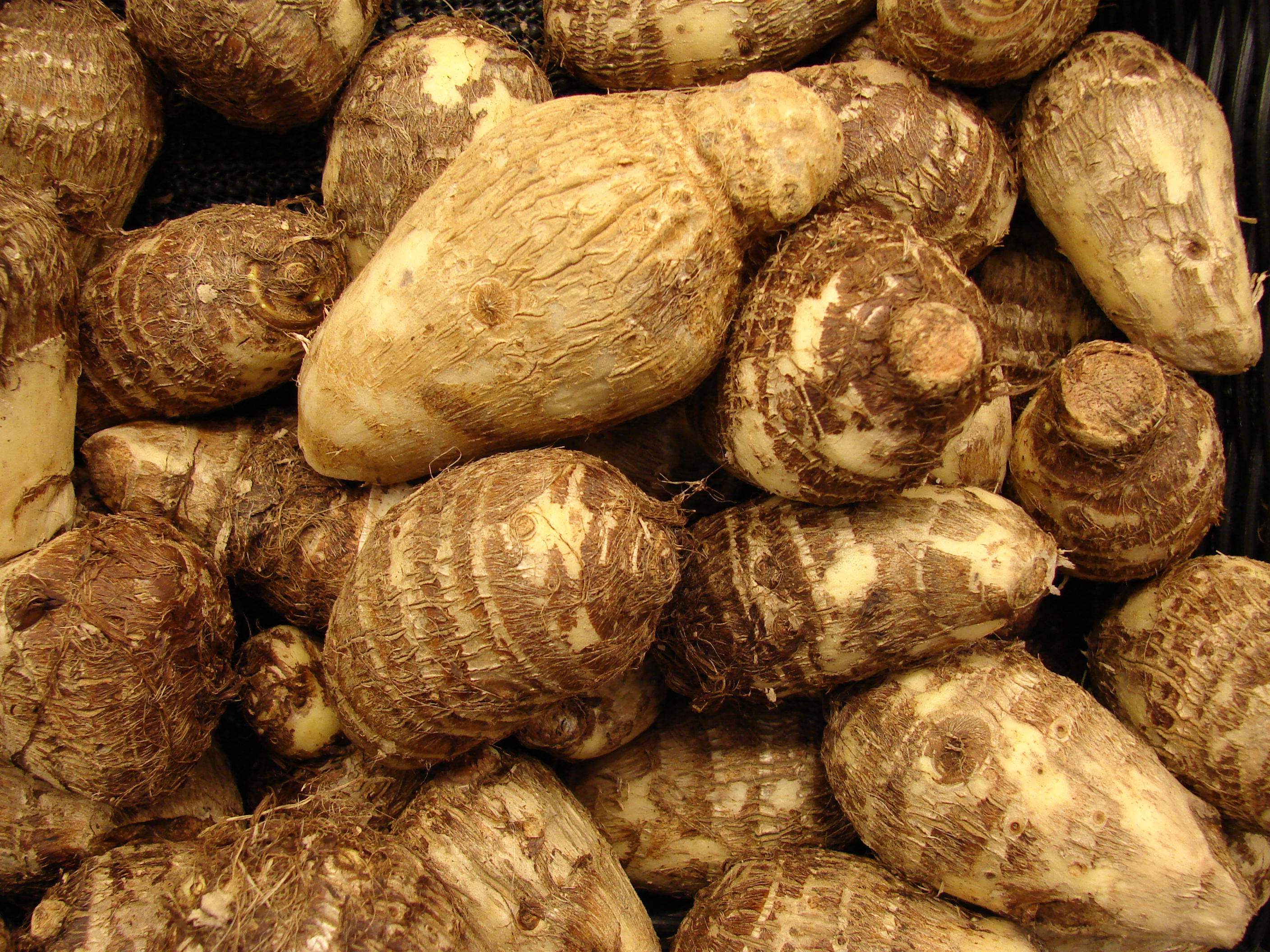